# Ángel Cabo Alonso
Ángel Cabo Alonso (Medina de Rioseco, 29 de abril de 1922 – Salamanca, 16 de abril de 2016) fue un geógrafo y catedrático de universidad español.

## Biografía
Sus padres eran naturales de La Mata de Ledesma (provincia de Salamanca). Estudió bachillerato en Madrid y se licenció en Historia (1945) por la Universidad Central, a cuya cátedra de Geografía se incorporó como ayudante bajo la dirección de Eloy Bullón y como becario al Instituto Juan Sebastián Elcano del Consejo Superior de Investigaciones Científicas, donde realizó su tesis bajo la supervisión del geógrafo Manuel de Terán, secretario del instituto, con el título El paisaje agrario salmantino. Su estado actual y su evolución, presentada en 1959 y premio extraordinario en 1961. Pero ya había comenzado a dar clases de Geografía e Historia en el Centro Infanta María Teresa y en 1958 había obtenido por oposición la cátedra de Geografía Económica en Escuelas de Comercio, incorporándose a la de Vigo y luego, entre 1959 y 1962, a la de Salamanca.
En ese mismo año obtuvo la cátedra de Geografía de la Universidad de Granada, pero por concurso de méritos se trasladó a Salamanca en 1964, en donde ya se estableció. Allí fundó el departamento de geografía y convocó un coloquio de ruralistas y geógrafos agrarios. Presidió la Asociación de Geógrafos Españoles (1981-1985). Junto al profesor Orlando Ribeiro, propulsó la iniciativa de los Coloquios Ibéricos de Geografía, que se vienen celebrando bienalmente en España y Portugal desde 1979, y fue nombrado doctor honoris causa por la Universidad de Coímbra en 1998.
En Salamanca fue además jefe de laboratorio de Geografía Económica en el Centro de Edafología y Biología Aplicada del CSIC, decano de la Facultad de Filología y Letras de la universidad y primer decano y organizador de la Facultad de Geografía e Historia. Presidió además el Centro de Estudios Salmantinos (1982-89). 
Se jubiló en 1987, pero siguió como profesor emérito. En 2006 le fue concedido el ingreso en la Orden Civil de Alfonso X el Sabio, con categoría de “Encomienda con placa”. En 2013 fue galardonado con el III Premio Nueva Cultura del Territorio, concedido por la Asociación de Geógrafos Españoles y el Colegio de Geógrafos.
Estudió la Armuña y también el colectivismo agrario en la Tierra de Sayago. Estudió además el paisaje agrario salmantino y su evolución, así como el gallego y el extremeño. Como ruralista se especializó en cuestiones como la ganadería histórica y presente, y las fuentes para el estudio histórico del mundo rural. A Cabo le corresponde el mérito de haber puesto de manifiesto la enorme utilidad para la geohistoria agraria de las respuestas generales y particulares del Catastro de Ensenada y de las Relaciones de mayor contribuyente. Utilizó estas últimas, por ejemplo, en su análisis de la concentración de la propiedad en el campo salmantino en el siglo xviii.
Es importante su trabajo “Condicionamientos geográficos de la historia de España” en el primer tomo de la Historia de España de Editorial Alfaguara, publicado por primera vez por Alianza Editorial en 1973 y las de la geografía de España de la editorial Ariel.
También estudió urbes castellanas como Salamanca y Zamora. En 1967 se ocupaba por primera vez de la Universidad de Salamanca y su área de influencia. Revisó asimismo los conocimientos sobre paisajes del agua castellanos o sobre las funciones no ganaderas de las viejas vías pecuarias.

## Obras
- La Armuña y su evolución económica, Salamanca, Gráficas Varona, 1993.
- Colectivismo agrario en Tierra de Sayago, 1956.
- La ganadería española. Evolución y tendencias actuales, Madrid, Instituto Juan Sebastián Elcano, 1960
- La Universidad de Salamanca y su área de atracción geográfica, Salamanca, Universidad, 1967
- Salamanca. Personalidad geográfica de una ciudad, Salamanca, Universidad, 1981
- Paisajes y Cultura. Contribución al Conocimiento Geográfico del Occidente Peninsular. (Artículos y Conferencias, 1988-1999), Salamanca, Departamento de Geografía-Universidad, 2002.